# Jovan Radomir
Jovan Radomir, född 8 september 1963 i Srbac, SFR Jugoslavien, är en programledare och programpresentatör på SVT.
Radomir bodde i Katrineholm som barn tills han flyttade till Stockholm på 1990-talet. Han har bland annat varit programledare för Folktoppen, Megadrom, One night with Elvis, Hårdrocknatten och 80-talsnatten i Sveriges Television. Han har gjort en rad musikreportage för SVT med bland andra Eminem, U2, Iron Maiden och Metallica. Han har även gjort flera reportage i Afrika och Sydamerika för Världens Barn.
Jovan Radomir har varit studioankare i SVT24 under det svenska basketslutspelet och Sveriges poängpresentatör i Eurovision Song Contest 2004 och 2006. Han hade också en liten roll i filmen Hundtricket där han spelade en passkontrollant.
Radomir skrev den engelska texten till Serbiens bidrag i Eurovision Song Contest 2007. Originaltiteln på serbiska, "Molitva", blev "Destiny".
År 2011 gav Jovan Radomir ut en svensk kokbok om serbiska maträtter.